# Октябрьское (Зольский район)
Октя́брьское (кабард.-черк. Октябрскэ) — село в Зольском районе Кабардино-Балкарской Республики. Входит в состав муниципального образования «Сельское поселение Светловодское».

## Географическое положение
Селение расположено в северо-западной части Зольского района, на правом берегу реки Золка. Находится в 3 км к западу от районного центра Залукокоаже, в 67 км к северо-западу от города Нальчик и в 20 км к юго-востоку Пятигорска.
Граничит с землями населённых пунктов: Светловодское на востоке, Шордаково на юго-западе и Тамбукан на севере.
Населённый пункт расположен в предгорной зоне республики. Средние высоты составляют 670 метров над уровнем моря. Рельеф местности представляет собой в основном возвышенную предгорную наклонную равнину, с множеством балок и холмов. Долина реки Золка сильно изрезана и левая её сторона представляет собой тянущиеся вдоль села обрывы.
Гидрографическая сеть представлена рекой Золка, в которую к северу от села впадает река Псыншоко. Местность богата родниковыми пресными и серными источниками.
Климат влажный умеренный. Лето тёплое, со средними температурами июля около +21,0°С. Зима прохладная, со средними температурами января около −3,5°С. Среднегодовое количество осадков составляет около 800 мм. Основное количество осадков выпадает в период с мая по июль. Ветры в основном северо-западные и восточные. Ранней весной из-за резких перепадов температур часты сильные ветры.

## История
Село было основано в 1923 году 32 семьями немцев-переселенцами из колонии Александровская располагавшейся под Нальчиком. Поскольку в этих местах было много родниковых вод, немцы назвали колонию
«Брунненталь» (нем. Brunnental), что в переводе с немецкого языка дословно означает «Долина родников».
С началом Великой Отечественной войны, немцы проживавшие в колонии были депортированы в Среднюю Азию. В августе 1942 года опустевший населённый пункт был оккупирован фашистскими войсками и разграблен.
После окончания войны, в опустевший населённый пункт начали переселяться жители из близлежащих сёл. Указом ПВС РСФСР от 15 июля 1942 года, колония Брунненталь было переименовано в село Октябрьское, Брунентальский сельский совет Зольского района упразднён, а его территория включена в состав Светловодского сельского совета.
Ныне северные окраины села слились с южными окраинами села Светловодское, от которого отделена рекой Золка.

## Население
| 2002 | 2010 | 2021 |
| ---- | ---- | ---- |
| 677  | ↘667 | ↗715 |

За межпереписной период (с 2010 по 2021 год) население села увеличилось на 48 чел. (+7,20 %).
Национальный состав
По данным Всероссийской переписи населения 2021 года:
| Народ                | Численность, чел. | Доля от всего населения, % | Доля от указавших нац-ть, % |
| -------------------- | ----------------- | -------------------------- | --------------------------- |
| кабардинцы (черкесы) | 616               | 86,15 %                    | 89,92 %                     |
| * кабардинцы         | 597               | 83,50 %                    | 87,15 %                     |
| * черкесы            | 19                | 2,65 %                     | 2,77 %                      |
| русские              | 51                | 7,13 %                     | 7,45 %                      |
| другие               | 18                | 2,52 %                     | 2,63 %                      |
| нет / не указано     | 30                | 4,20 %                     | -                           |
| всего                | 715               | 100 %                      | 100 %                       |

## Инфраструктура
В селе отсутствуют объекты социальной инфраструктуры. Школы, детские сады, участковая больница, мечеть и Дом культуры расположены в соседнем селе Светловодское.

## Улицы
На территории села зарегистрировано 4 улицы:

| Зелёная      |
| Кабардинская |

| Октябрьская |

| Садовая |